# Follow the Crowd

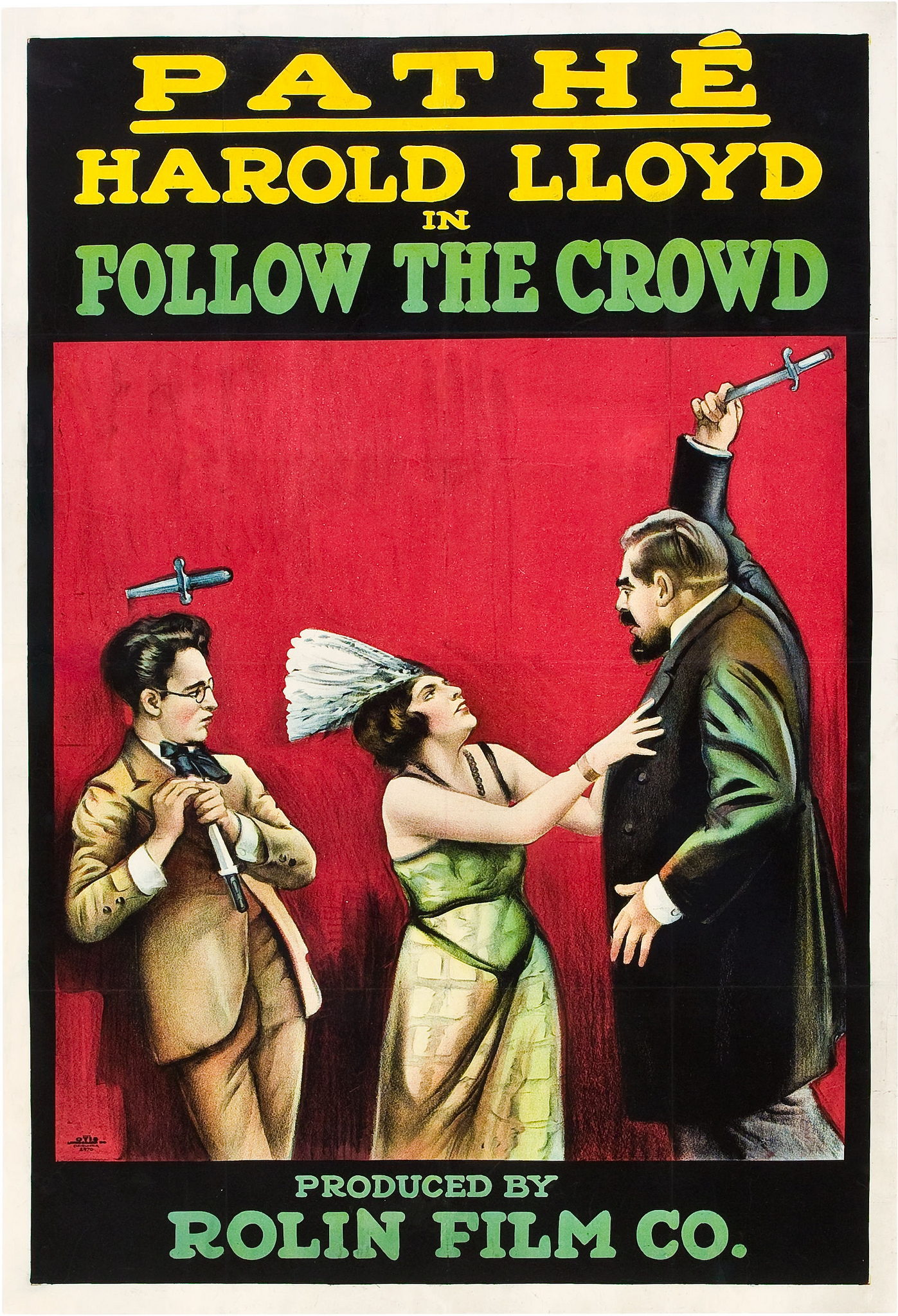
Affiche du film.

Follow the Crowd est un film américain réalisé par Alfred J. Goulding et sorti en 1918.

## Synopsis
Harold se retrouve accidentellement impliqué dans un groupe terroriste.

## Fiche technique
- Réalisation : Alfred J. Goulding
- Scénario :
- Producteur : Hal Roach
- Société de production : Rolin Film Company
- Distributeur : Pathé Exchange
- Durée : 10 minutes
- Date de sortie :
  - États-Unis :7 avril 1918[1]

## Distribution
- Harold Lloyd
- Snub Pollard
- Bebe Daniels
- William Blaisdell
- Billy Fay
- Helen Gilmore
- Dee Lampton
- Gus Leonard
- Marvin Loback
- James Parrott
- Charles Stevenson
- Dorothea Wolbert